# Henri Denys
Pour les articles homonymes, voir Denys.
Henri Denys, né le 8 mars 1930 à Emelgem, section de la ville belge d'Izegem, et mort le 12 septembre 2021 à Ardoye, est un coureur cycliste belge, professionnel de 1952 à 1960.

## Palmarès
- 1950
  - Circuit des régions flamandes amateurs
- 1951
  - 2e du Tour de Belgique amateurs
- 1952
  - Aalter-Bruxelles
  - 3e étape de Tour de Belgique indépendants
  - 2e du Circuit des régions flamandes des indépendants
  - 2e de Championnat de Belgique de cyclisme sur route, Indépendant
  - 2e de la Zwevezele Koers
  - 2e de Roulers-Ath-Roulers
  - 3e de Bruxelles-Liège
- 1953
  - Grand Prix Briek Schotte
  - Zwevezele Koers
  - 2e du Grand Prix de la Banque
  - 2e de Roulers-Ath-Roulers
  - 2e de la Gullegem Koerse
  - 3e du Tour des onze villes
- 1954
  - 2e du Grand Prix Raf Jonckheere
  - 2e de la Zwevezele Koers
- 1955
  - Tourcoing-Dunkerque-Tourcoing
  - Bruxelles-Izegem
  - Circuit de Flandre centrale
  - Circuit des Trois Provinces (Avelgem)
  - Zwevezele Koers
  - 3e de Kuurne-Bruxelles-Kuurne
  - 3e de Nokere Koerse
- 1956
  - Circuit du Port de Dunkerque
  - Kuurne-Bruxelles-Kuurne
  - 2e du Grand Prix Briek Schotte
  - 3e du Circuit des monts du sud-ouest
- 1957
  - Bruxelles-Izegem
  - Omloop van de Westkust
  - 3e du Circuit des monts du sud-ouest
  - 3e du Grand Prix Briek Schotte
- 1959
  - 3e du Grand Prix Raf Jonckheere